# Pheia utica
Pheia utica är en fjärilsart som beskrevs av Druce 1889. Pheia utica ingår i släktet Pheia och familjen björnspinnare. Inga underarter finns listade i Catalogue of Life.